# 5951 Алісамоне
5951 Алісамоне (1986 TZ1, 1973 SJ5, 1983 XE1, 5951 Alicemonet) — астероїд головного поясу, відкритий 7 жовтня 1986 року.
Тіссеранів параметр щодо Юпітера — 3,631.